# Vauxhall Chevette
El Vauxhall Chevette es un automóvil compacto (segmento B) que fue fabricado por Vauxhall en el Reino Unido de 1975 a 1984. Era la versión adaptada por Vauxhall de la familia de coches pequeños T-car de General Motors, matriz de la marca británica. Estaba basado principalmente en el Opel Kadett C. La familia también incluía el Isuzu Gemini en Japón, el Holden Gemini en Australia, el Chevrolet Chevette en los Estados Unidos, Canadá, Brasil, Colombia, Ecuador y Argentina, y en los Estados Unidos y Canadá también fue rebautizado como Pontiac Acadian/Pontiac T1000.

## Desarrollo
El Chevette, como su nombre indica, estaba destinado a ser un Chevrolet pequeño. Al mismo tiempo que se estaba considerando el proyecto Chevette en Estados Unidos, Vauxhall Motors anunció un nuevo proyecto de diseño, denominado provisionalmente Baby R, pero no se utilizó. En cambio, se eligió un diseño común para todos los mercados basado en un vehículo existente, el Opel Kadett. El automóvil se lanzó por primera vez en Brasil en 1973 como un Kadett ligeramente rediseñado, con un hatchback agregado a la gama de modelos, que se lanzó en los Estados Unidos y Gran Bretaña en 1975 con el frontal y la parte trasera rediseñados. La producción inicial se realizó en la fábrica de Vauxhall en Luton, Bedfordshire, pero más adelante el ensamblaje del Chevette se trasladó a la planta de Ellesmere Port en Cheshire para permitir que la producción de los modelos Cavalier y Carlton, más grandes, se trasladara a Luton desde las plantas de Opel en Bélgica y Alemania.
La versión británica del vehículo estaba destinada a encajar en la gama Vauxhall por debajo del Viva, e inicialmente se presentó solo en su versión hatchback, un estilo que se hizo muy popular durante la década de 1970. Con su 'nariz en forma de pala' inspirada en los Pontiac y los faros empotrados, la versión del Reino Unido presentaba una apariencia radicalmente diferente de la del Opel Kadett y fue aceptada por el público automovilístico como un automóvil completamente nuevo. Cuando aparecieron las variantes sedán, familiar y camioneta, y se agregó el hatchback a la gama de los Kadett, el linaje común se hizo evidente. El Chevette fue uno de los primeros hatchback de este tamaño construidos en Gran Bretaña, siendo el primero posiblemente el Austin A40 Countryman. Ford no respondió con un producto similar hasta el año siguiente (todas sus ofertas de tamaño similar tenían maleteros convencionales).
Las ventas comenzaron el 1 de mayo de 1975, a partir de un precio de 1593 libras esterlinas.
Desde 1975 hasta 1978, el Chevette fue el hatchback más vendido del Reino Unido, ya que los rivales de la marca británica no respondieron al desafío de los Peugeot 104, Fiat 127 y Renault 5 importados hasta la llegada de los primeros Ford Fiesta a finales de 1976. Chrysler del Reino Unido no lanzó su modelo Chrysler Sunbeam hasta 1977, mientras que solo en 1980 British Leyland ideó el MG Metro. El Chevette también logró vender más que los hatchback más grandes, incluidos los Austin Maxi y Chrysler 150.
El motor de 1.3 litros del Chevette sobre una carrocería relativamente pequeña permitieron obtener unas prestaciones aceptables. El Chevette tenía una dirección, un embrague y un cambio de marchas suaves, además de buena visibilidad y era espacioso por dentro. El éxito del Chevette probablemente se debió a su versatilidad, ya que se comparó con coches más grandes como el Ford Escort. Estaba disponible en configuración hatchback de tres puertas para usuarios en solitario o parejas, modelos sedán que se adaptaban a las familias, un automóvil familiar para las flotas de servicio y la versión camioneta Chevanne para fines comerciales.

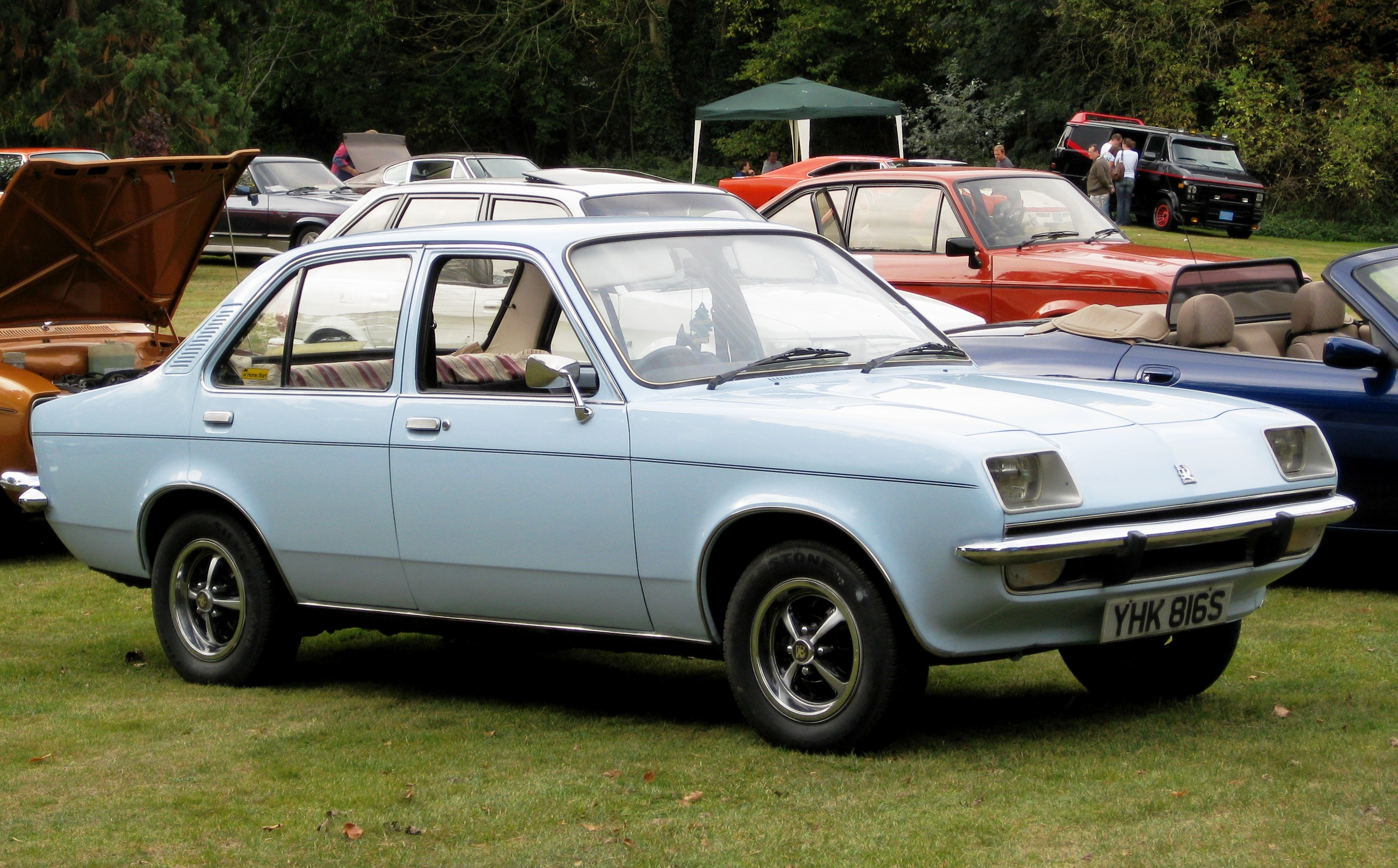
Sedán de cuatro puertas Vauxhall Chevette (anterior al rediseño, con faros empotrados)

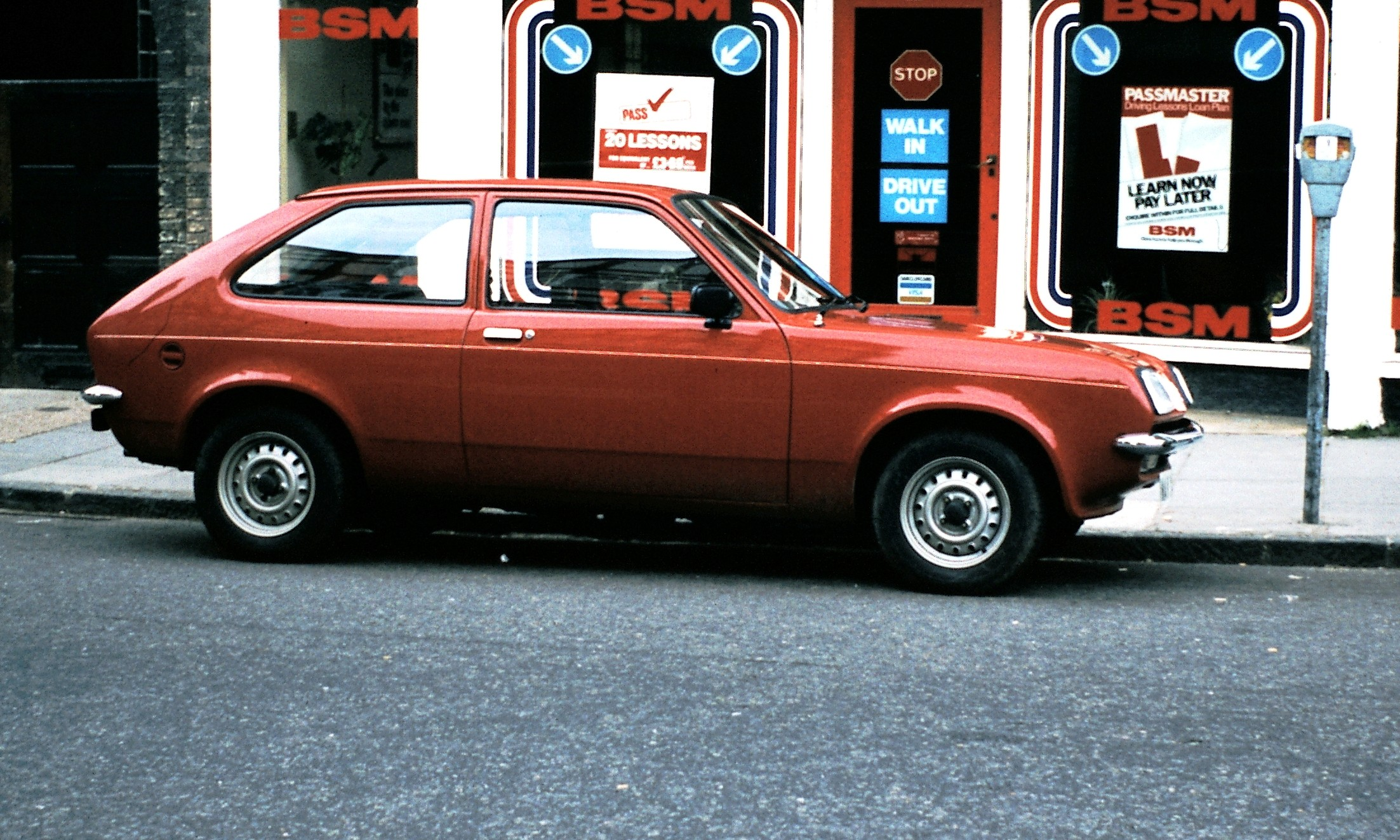
Vauxhall Chevette hatchback

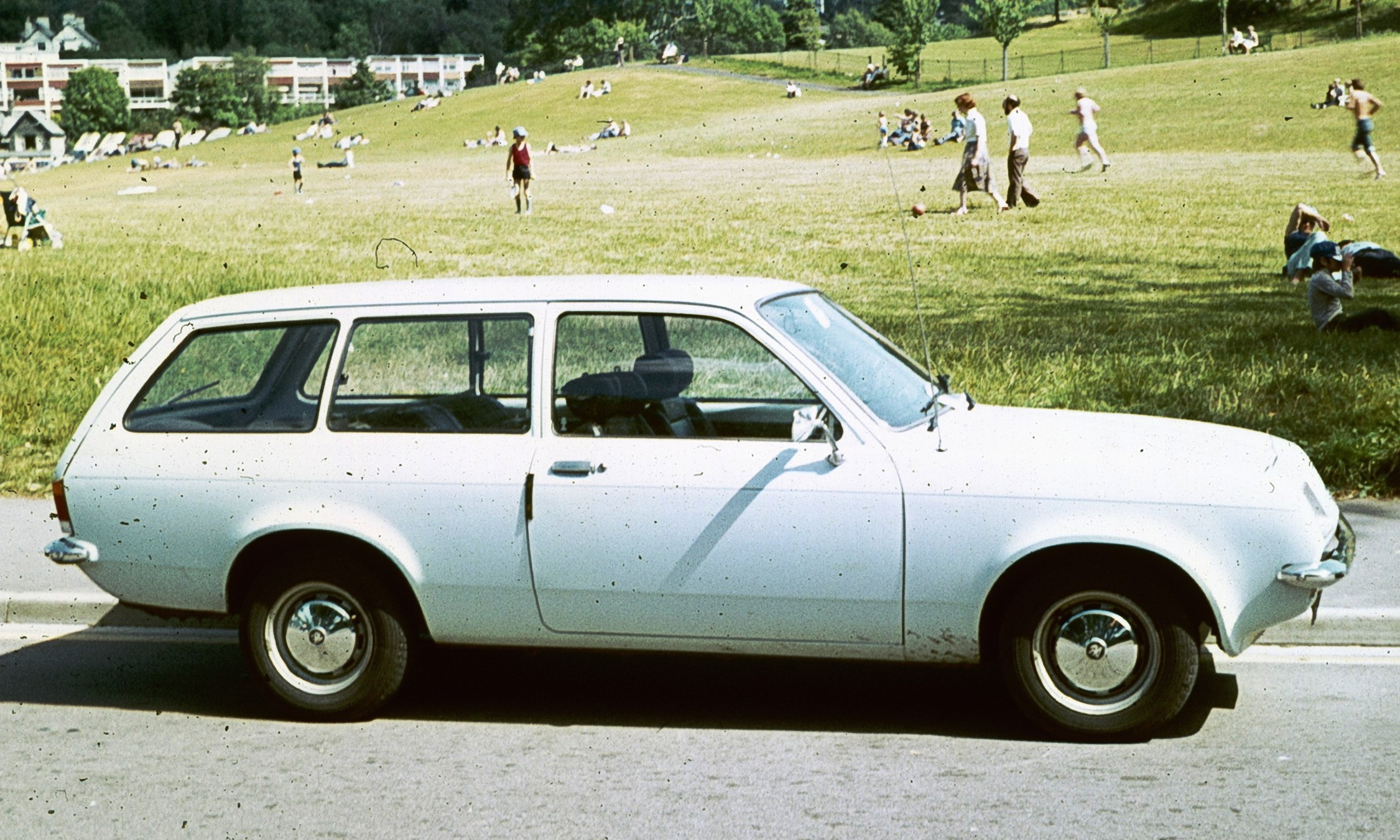
En 1976, se introdujo la versión familiar, esencialmente la versión "Caravan" del Kadett C con un frontal inclinado. Las versiones sedán de dos y cuatro puertas también aparecieron al mismo tiempo

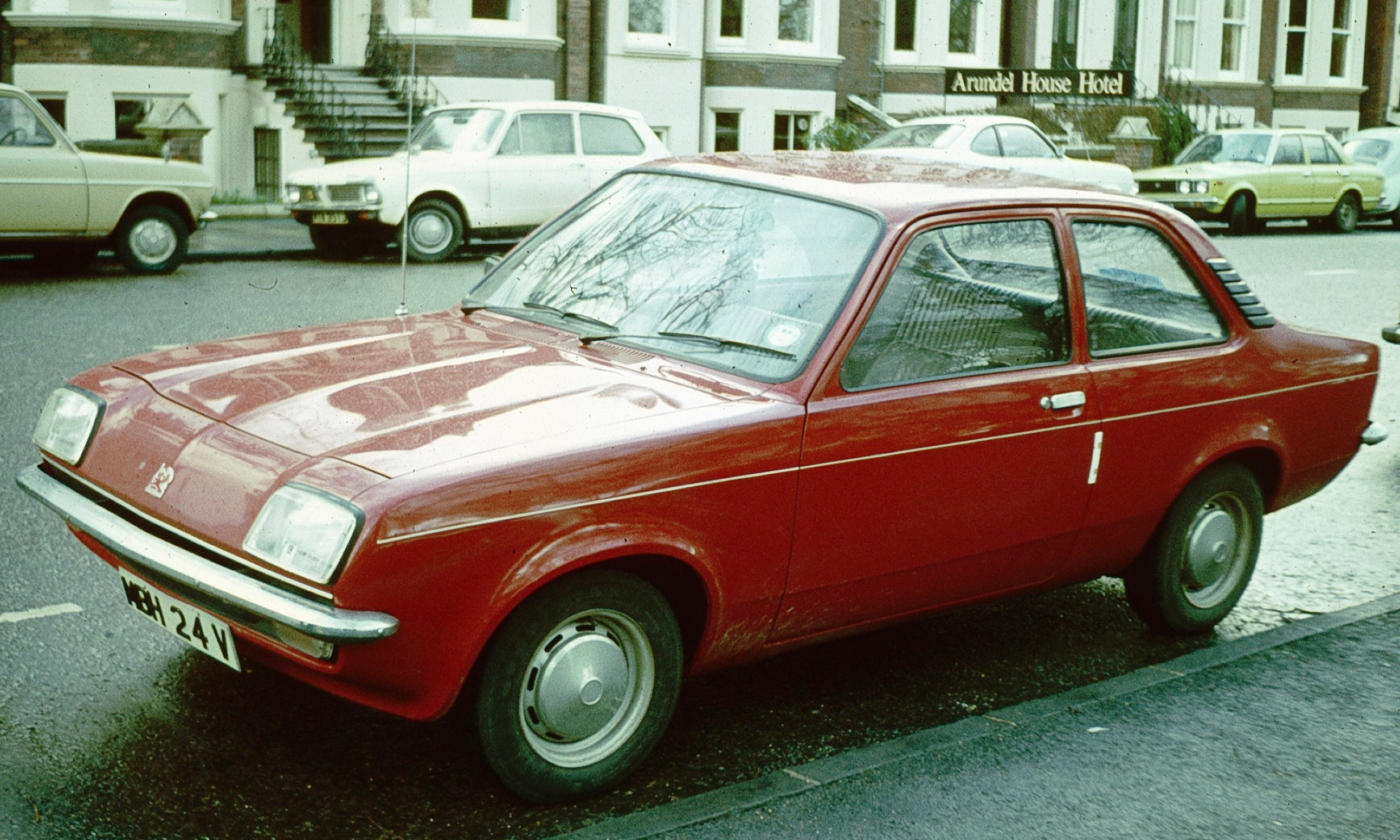
Un pequeño lavado de cara en 1979 incluyó faros empotrados en la parte delantera del automóvil y molduras de plástico para resaltar las rejillas de ventilación de los extractores en los pilares traseros de la berlina Chevette

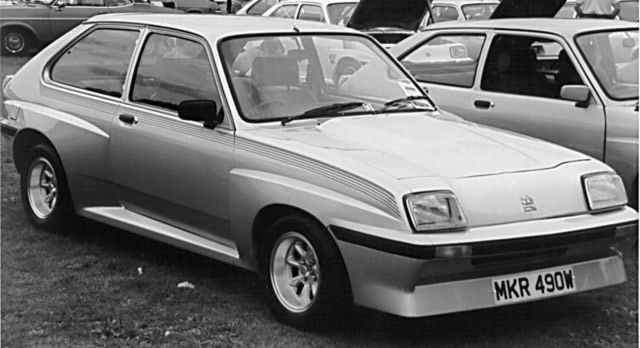
Vauxhall Chevette, un modelo de rally HSR poco común con equipamiento de carretera

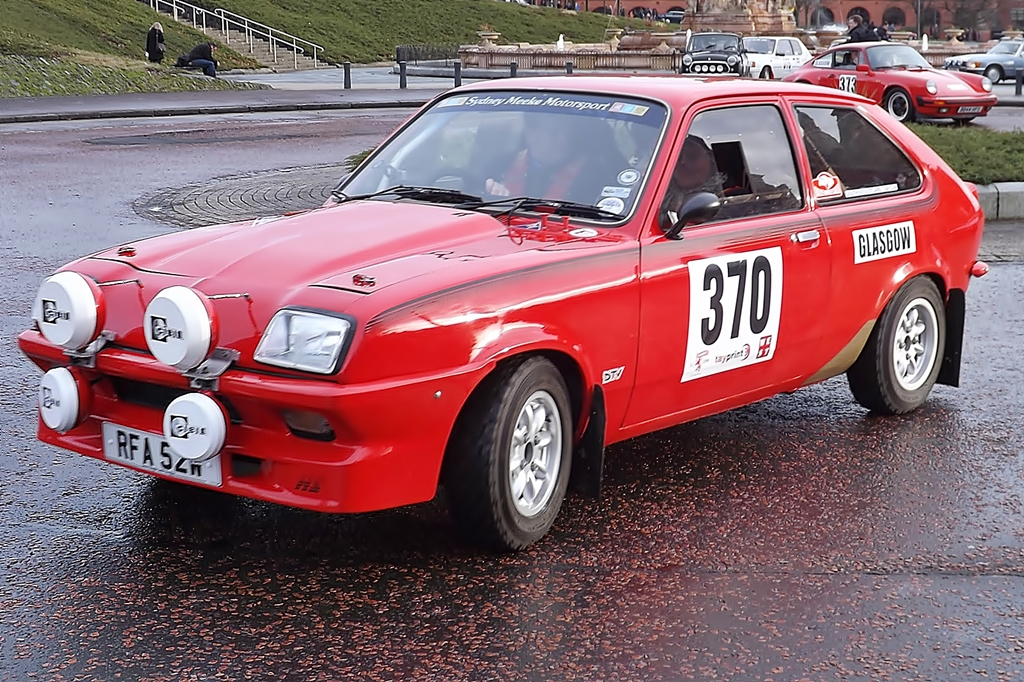
Vauxhall Chevette en un rally

El hatchback original se lanzó en el Reino Unido con el eslogan y la sintonía musical de Vauxhall, que aprovechó su practicidad y atractivo generalizado: "¡Es lo que quieras que sea! - Un cupé deportivo, una berlina familiar, una práctico familiar ...". Se fabricó en la factoría especialmente diseñada en Ellesmere Port, Cheshire, bajo una iniciativa del gobierno para crear empleo en la zona.
A partir de junio de 1976 también se ofrecieron berlinas más convencionales de dos y cuatro puertas y variantes familiares de tres puertas (esencialmente el Kadett C con carrocería y motores Vauxhall). La versión cupé de dos puertas del Kadett C era la única versión del automóvil de Opel que no tuvo un Chevette equivalente.
La producción del Viva se suspendió en 1979, y el Opel Kadett entró en producción ese mismo año. Este automóvil también estaba destinado a ser producido en los Estados Unidos y el Reino Unido, como el Chevette de segunda generación, pero debido a varios problemas industriales surgidos en ese momento, GM decidió dejar de lado la mayor parte de la planta de Ellesmere Port, reteniendo solo el taller de ensamblaje para construir el nuevo vehículo, que se ensamblaría a partir de kits de piezas, aunque inicialmente se importaron completamente construidos de la planta de Opel en Bochum (Alemania). Debido a la enorme reducción de la mano de obra que este planteamiento causaría, se hicieron declaraciones que dieron como resultado la decisión de continuar la producción de los modelos existentes junto con los nuevos. Esto significaba que habría que buscar un nuevo nombre para la versión Vauxhall del nuevo Opel Kadett, por lo que en marzo de 1980 nació el Vauxhall Astra, que reemplazó al Viva en la gama Vauxhall, mientras que el Chevette permaneció a la venta hasta 1984. En este momento, la eliminación planificada de la mayor parte de la planta de Ellesmere Port se llevó a cabo como se planeó originalmente. Mientras tanto, General Motors desarrollaría un nuevo modelo de básico para venderlo en Europa bajo las marcas Vauxhall y Opel, y construiría una fábrica en Zaragoza, España, para la producción de este nuevo automóvil.
Esta longevidad llevó al Chevette a ser exportado a Alemania después de 1979, tras la interrupción del Kadett C, con el fin de dar a los compradores alemanes la opción de tracción trasera tras la introducción del Kadett D. En este sentido, el Chevette era un coche inusual, ya que todavía presentaba tracción trasera, mientras que la mayoría de sus competidores eran entonces impulsados por las ruedas delanteras. Otros 12.332 Chevette se vendieron a través de los concesionarios de Opel en Alemania desde octubre de 1980, aunque en realidad nunca llevaron la marca Opel o Vauxhall, ya que se identificaron simplemente como "Chevette". En ese momento, el Chevette era el único automóvil con la insignia de Vauxhall que se vendía en mercados como Mauricio y Nueva Zelanda. Los modelos sucesores ensamblados en el Reino Unido para la venta en Europa continental, como el Astra, recibieron el distintivo de Opel.
También se construyó una versión furgoneta, basada en el familiar y llamada Bedford Chevanne, y se identificó como parte de los vehículos comerciales de la marca Bedford de GM.
Aunque el Chevette era esencialmente un Opel Kadett C renombrado con un frontal revisado (como se detalla a continuación), utilizaba el motor motor OHV (OHV) de 1256 cc del Viva HC en lugar de los motores de 1196 cc del Kadett, que fueron producidos por Opel. La suspensión delantera de doble horquilla, la tracción trasera, la suspensión trasera tipo Panhard, la transmisión por tubo de empuje y el eje de viga con muelles helicoidales procedían sin cambios del Kadett antiguo. En el interior, los dos coches se diferenciaban solo en términos de su panel de instrumentos y accionamientos. El Chevette se apegó a la tradición británica y japonesa del volante a la derecha, con el interruptor de las luces en el lado derecho de la columna de dirección, mientras que el Kadett tenía el criterio del sentido de la circulación de Europa continental, con la palanca del intermitente a la izquierda. El Chevette también tenía un panel de instrumentos mucho más anguloso, aunque los instrumentos en sí eran del Kadett (con escalas de unidades imperiales en lugar de métricas).
La parte delantera del Chevette presentaba un frontal de aspecto más aerodinámico que el Kadett, basado libremente en el diseño del Firenza "droopsnoot", que se dice que está inspirado en el Pontiac Firebird, un producto hermano de GM. En contraste, el Kadett tenía un diseño delantero plano más convencional. En 1980, el Chevette se sometió a un lavado de cara con faros empotrados, lo que le dio un "aspecto familiar" junto con la versión del Opel Ascona B denominada Vauxhall Cavalier, un modelo más grande. Los cambios mecánicos incluyeron la introducción de distribuidores Bosch, conductos de calefacción revisados y un varillaje del acelerador simplificado. También recibió nuevos diseños de ruedas, cubiertas de ventilación del pilar C revisadas y molduras interiores renovadas con asientos delanteros rediseñados para aumentar marginalmente el espacio trasero para las rodillas. Sin embargo, significó el comienzo de una eliminación gradual a favor del nuevo Astra, la versión de Vauxhall del Kadett D de tracción delantera, que se lanzó en marzo de 1980, aunque no se produjo en Gran Bretaña hasta noviembre de 1981. El Vauxhall Nova (la versión rebautizada del Opel Corsa producido en España) se convirtió en el modelo básico de la gama Vauxhall cuando se lanzó en abril de 1983, aunque el Chevette continuó a la venta junto al otro modelo durante un año más.
La producción del Chevette finalmente terminó en 1984. Se vendió un total de 415.000 unidades del Chevette en Gran Bretaña.

## Cronología (gama de modelos del Reino Unido)
- Mayo de 1975 - Introducción del hatchback Chevette de tres puertas en las variantes del modelo L y base: ambas tenían una versión mejorada del motor OHV de 1256 cc del Viva, con una caja de cambios similar de cuatro velocidades, tracción trasera, suspensión delantera independiente, dirección de piñón y cremallera y frenos servoasistidos de doble circuito. El equipo estándar inicial incluía un ventilador calefactor de dos velocidades, neumáticos radiales, luces de marcha atrás, ventana trasera con calefacción y asientos delanteros reclinables.
- Noviembre de 1975 - Introducción del Chevette GL con ruedas deportivas con neumáticos de 175x70 SR, parachoques con pivotes y un nivel de equipamiento más alto que incluía una nueva consola central, bolsillos en las puertas delanteras y paneles interiores de terciopelo en las puertas.
- Enero de 1976 - Se presentó el Chevette E de edición limitada con especificación tipo L, pero con cercos de goma negra en las ventanas, cromados y asientos de vinilo (plástico) revisados: la versión estadounidense, el Chevrolet Chevette, se presentó como el automóvil más pequeño producido en Estados Unidos.
- Abril de 1976 - Revisiones: la base cambia de nombre a L y recibió una tapicería de tela; la L se renombró a GL sin cambios; y la GL se convirtió en GLS y ganó el tapizado de terciopelo.
- Junio de 1976 - Se introdujeron las berlinas E y L de dos y cuatro puertas y la berlina GLS de cuatro puertas con especificaciones mecánicas de las versiones con puerta trasera. El nivel E tenía un nivel de equipamiento reducido sin asientos delanteros reclinables. Los L y GLS tenían especificaciones de los modelos hatchback más (en los GLS) reloj, encendedor y luz del capó.
- Septiembre de 1976 - Se introdujo el Chevette L familiar con las especificaciones del modelo berlina. Se introdujo la versión camioneta Bedford Chevanne derivada del Chevette, similar al Chevette familiar, pero sin ventanas laterales traseras ni asientos traseros.
- Enero de 1977 - Chevette E hatchback de tres puertas introducido con especificaciones similares al modelo berlina.
- Enero de 1978 - Se introdujo el Chevette HS hatchback de tres puertas con motor de 16 válvulas y 2279 cc Vauxhall "Slanf Four", con caja de cambios de relación cerrada de cinco velocidades, y frenos y suspensión mejorados. El HS también contó con un difusor frontal completo, alerón trasero, molduras interiores en negro y tartán, instrumentación adicional y llantas de aleación anchas. Todos los HS fueron pintados de plata con calcomanías rojas. Otras versiones del HS incluyeron el HS-X (con pintura exterior negra e interior con adornos de nogal) y el Panther Westwinds (con turbo de una sola leva), ambos fabricados en cantidades muy pequeñas.
- Octubre de 1978 - Se introdujo el modelo sedán de cuatro puertas Chevette GL con especificaciones similares al modelo con puerta trasera. El hatchback GL pasó a tener llantas deportivos, molduras brillantes adicionales alrededor de las ventanas y panel trasero negro mate. El sedán GLS fue descatalogado.
- Septiembre de 1979 - Revisiones: todos los modelos se equiparon con faros delanteros empotrados, asientos rediseñados, bolsillos en las puertas delanteras, troneras de ventilación adicionales en el salpicadero, distintivos nuevos y luces antiniebla traseras, además de molduras laterales de protección en los modelos GL. La transmisión automática de tres velocidades opcional estaba disponible en los modelos L y GL.
- Noviembre de 1979 - La gama Opel Kadett C de tracción trasera se suspendió y se sustituyó por una nueva gama de tracción delantera con el mismo nombre de modelo.
- Abril de 1980 - Se presentó el Chevette E familiar con la especificación de las versiones hatchback y sedán; el modelo E estaba destinado al mercado de flotas. Se lanzaron las berlinas Chevette Special de dos y cuatro puertas de edición limitada, basadas en los modelos L. Introducción del Chevette HSR, una evolución del Chevette HS.
- Junio de 1980 - Se presentó el modelo Chevette Sun Hatch hatchback de tres puertas de edición limitada, basado en el modelo Chevette L, pero adicionalmente equipado con techo corredizo, vidrios polarizados, llantas deportivas, pintura metálica, molduras laterales, luces intermitentes de dirección lateral, reposacabezas delanteros y radio reloj con pulsadores. El Sun Hatch podía adquirirse con transmisión manual o automática, con la versión manual a un precio de 3954 libras y la versión automática a un precio de 4167 libras.
- Octubre de 1980 - El Chevette ES sedán de dos puertas y el hatchback de tres puertas se introducen con especificaciones similares a los modelos E, pero con un nivel aún más bajo de molduras cromadas, con molduras de vinilo y alfombras. El modelo E revisado contaba con tapicería de tela a cuadros; el L con radio y reloj de cuarzo; el GL con apoyacabezas delanteros, radio y (en el hatchback) con una cubierta del área de carga.
- Mayo de 1981 - Se presentó el Chevette Black Pearl de edición limitada con pintura negra, rayas plateadas estroboscópicas y especificación de tipo ES.
- Enero de 1982 - Se presentó el hatchback de tres puertas Chevette Silhouette de edición limitada con pintura negra, rayas estroboscópicas y especificación de tipo ES.
- Septiembre de 1982 - Se finalizó la producción de los modelos ES y E. La gama pasó a constar de las berlinas y hatchbacks L y GL, y del familiar L. Revisiones: todos los modelos se equiparon con parabrisas laminado. Los modelos L incorporaron radio con pulsadores.
- Agosto de 1983 - Con la introducción del Nova cuatro meses antes, la gama Chevette se redujo a solo el sedán de cuatro puertas Chevette L y el familiar de tres puertas.
- Enero de 1984 - Finalizó la producción del Chevette L sedán de cuatro puertas y del familiar de tres puertas, los últimos modelos disponibles. El final de la producción de Chevette también marcó el final de la producción de modelos Vauxhall visualmente distintos de los diseñados por Opel.

## Países

### Austria
El Chevette también se vendió en Austria, donde se ofreció con la opción de una versión de bajo rendimiento del motor de 1256 cc (con 49,5 bhp). La gama incluía la berlina y el familiar de dos y cuatro puertas de la clase L, el hatchback de tres puertas GL, y la berlina de cuatro puertas y el hatchback de tres puertas GLS.

### Ecuador
La fábrica local AYMESA produjo una versión del Chevette a partir de 1978. Esta versión se llamó AYMESA Cóndor. Tenía una carrocería de fibra de vidrio (fibra de vidrio o plástico reforzado con vidrio) y un motor de 1500 cc con la culata de mayor compresión que las de GM Brasil para compensar las altitudes andinas.

### Francia
El Chevette también se comercializó en Francia, pero no se vendió bien frente a los Peugeot y Renault de la época. El Chevette fue el último Vauxhall vendido en Francia.
El 6 de diciembre de 1979, Vauxhall anunció que se retiraban de los 11 principales países europeos donde los modelos Vauxhall y Opel se vendían juntos. Esta operación estaba previsto que se completara a finales de 1981.

### Alemania
A pesar de anunciar su retirada de Europa continental, Vauxhall informó de que exportaría los Chevette a Alemania Occidental. En ese momento, Opel ya había comenzado a vender el Kadett D/Astra Mk1, pero se consideró que todavía había mercado para el modelo anterior de tracción trasera. En consecuencia, el Chevette se vendió sin el distintivo de Vauxhall a través de los concesionarios Opel con un motor de 1256 cc de 53 caballos tipo N y de 57 caballos tipo S con cambio automático. La única insignia de Vauxhall que quedaba estaba en los tapacubos y en el volante.

### Nueva Zelanda
El Chevette se ensambló en Nueva Zelanda entre 1976 y 1981. Se vendieron todos los estilos de carrocería que estaban disponibles en el Reino Unido. Los primeros modelos construidos fueron hatchback de tres puertas.
Nueva Zelanda tenía el Chevette y el Isuzu Gemini, mientras que la vecina Australia solo tenía el Isuzu Gemini basado en el Holden Gemini. El Vauxhall con motor OHV de 1256 cc (del Viva y del Magnum) era la unidad de motor estándar para todos los modelos Chevette de Nueva Zelanda.
La mayoría de los modelos eran de especificación GL y todos tenían instrumentación con unidades métricas. También se ofreció un modelo de flota comercial Chevanne de menor acabado. Sin embargo, a diferencia de los modelos europeos, utilizaba la carrocería familiar completa con las ventanas laterales, y tenía la insignia de Vauxhall.
En 1979, el Chevette de Nueva Zelanda tenía una actualización mecánica que no se ajustaba a los modelos europeos, Holden había incorporado la suspensión de ajuste radial y neumáticos más anchos, lo que le daba al automóvil un manejo superior sobre sus rivales.
A principios de 1980, el Chevette recibió un lavado de cara que incluyó faros delanteros empotrados y varios detalles interiores nuevos, incluidas salidas de aire adicionales y diferentes asientos, lo que dio más espacio para las piernas de los pasajeros en el habitáculo.
En 1980 se introdujo en la gama un modelo básico E adicional, destinado a flotas y compradores con presupuesto limitado, que utiliza la carrocería de cuatro puertas. Este automóvil era increíblemente espartano, equipado con ruedas lisas y asientos de vinilo, y carecía de luces de marcha atrás, luces intermitentes de emergencia, radio y muchos indicadores.
La producción del Chevette de Nueva Zelanda cesó en junio de 1981, cuando fue reemplazado por el Holden Gemini, que para el mercado de Nueva Zelanda se había vendido inicialmente como un Isuzu a mediados de la década de 1970 y luego se abandonó antes de ser reintroducido. El Chevette fue el último automóvil de origen británico que se ensambló en Nueva Zelanda.

### Suecia
El Chevette también se vendió en Suecia. Entró al mercado en 1976, originalmente solo como un hatchback para no competir directamente con el Viva, un modelo más grande. La gama terminó siendo un poco diferente a la del Reino Unido, con el sedán de dos puertas y el familiar de tres puertas solo disponibles en la especificación L y el hatchback y el sedán de cuatro puertas solo disponibles en la especificación GLS. No se ofrecieron modelos E o GL, aunque originalmente se planeó la venta del GL.

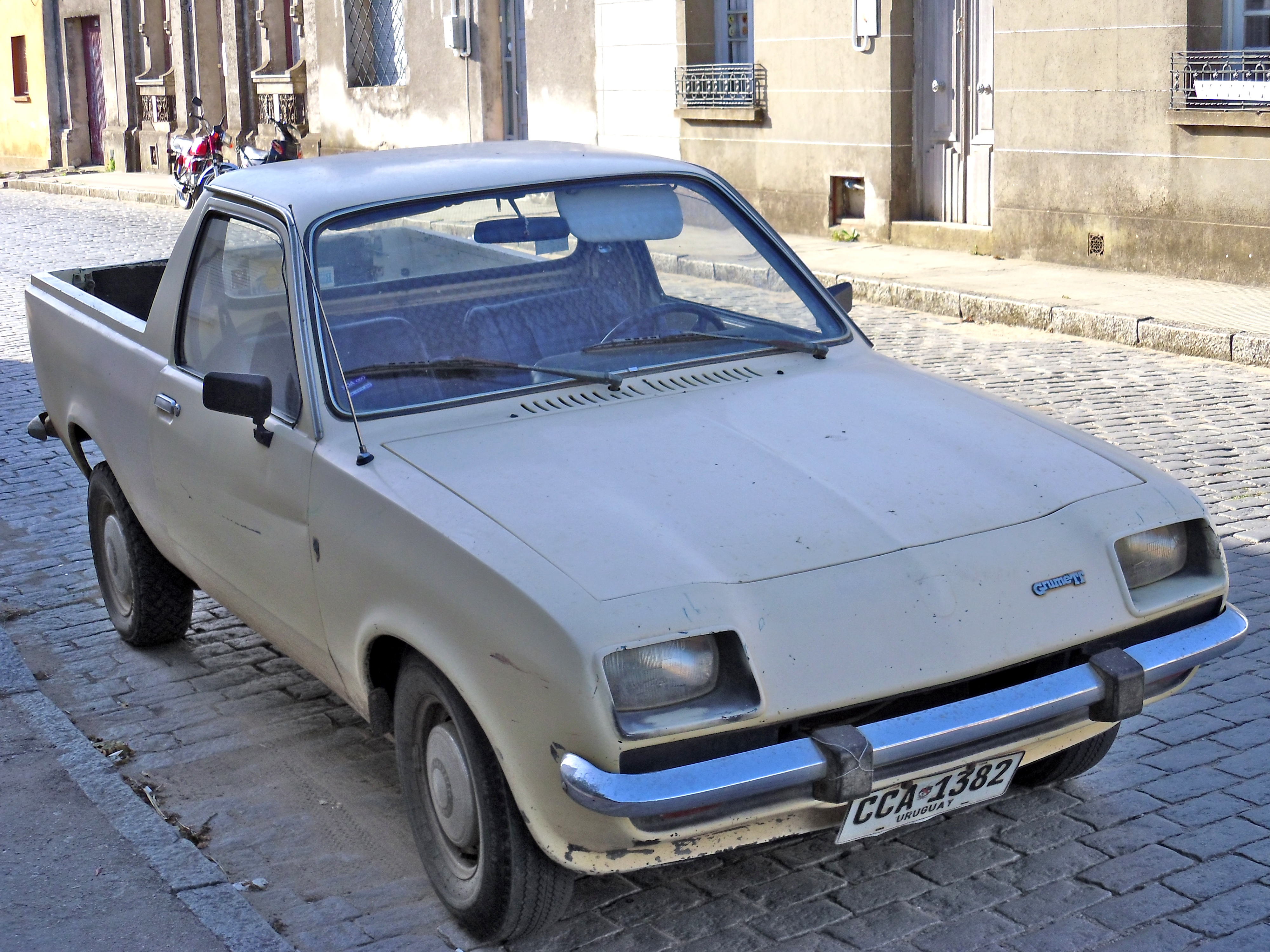
Cupé utilitario Grumett (Uruguay), con el estilo del Vauxhall Chevette

### Uruguay
En Uruguay, el Viva Grumett se comercializaba desde 1962. Se trataba de un pickup cupé 2+2 basado en el Viva HC, con puertas metálicas importadas y extremos frontal y trasero de fibra de vidrio de fabricación local. Se creó una versión construida de manera similar del Vauxhall Chevette para reemplazar al Grumett original. Sin embargo, contó con el motor de 1,4 litros y la base mecánica del Chevrolet Chevette brasileño. Sería sucedido por una versión que presentaba la carrocería brasileña del Chevette, aunque también estaba disponible como familiar.

## Modelos especiales

### Chevette HS y HSR
En 1976, a instancias del nuevo presidente Bob Price, Vauxhall decidió aumentar su presencia en los rallies internacionales. Desarrollaron una versión de rally del Chevette junto con Blydenstein Racing, que dirigía Dealer Team Vauxhall, el equivalente más cercano a un equipo de competición "funcional" (dirigido por el fabricante) que permitiría la política de GM.
Para competir en rallies internacionales, el coche tenía que ser homologado. Para el Grupo 4, la clase en la que competiría el HS, esto significó construir 400 vehículos de producción para su venta al público. Vauxhall creó una variante del Chevette mucho más potente que el modelo de calle, al instalar el motorslant-four de 2,3 litros, usando una culata de 16 válvulas que estaba desarrollando Vauxhall, aunque los coches de rally usaban la culata Lotus de 16 válvulas hasta que un cambio de reglas por parte de la FIA las prohibió en 1978. Equipado con dos carburadores Stromberg, el motor desarrollaba 135 CV. La suspensión y el eje trasero eran del Opel Kadett C GT/E y la caja de cambios era una Magna PT de cinco velocidades. Se utilizaron las llantas de aleación del Chevrolet Vega (similares en apariencia a las llantas Avon utilizadas en el Firenza droopsnoot - de frontal biselado), así como un difusor delantero de plástico reforzado con vidrio de nuevo desarrollo. El resultado fue un coche de carretera muy rápido y de buen manejo, aunque bastante poco refinado. Al igual que el Droopsnoot Firenza, el HS solo estaba disponible en color plateado, con detalles en rojo y un interior rojo brillante, negro y tartán; aunque (en parte, para ayudar a vender vehículos no vendidos) algunos coches fueron repintados en otros colores, como el HS-X negro diseñado por David Harley de Mamos Roundabout Garage - Greenford.

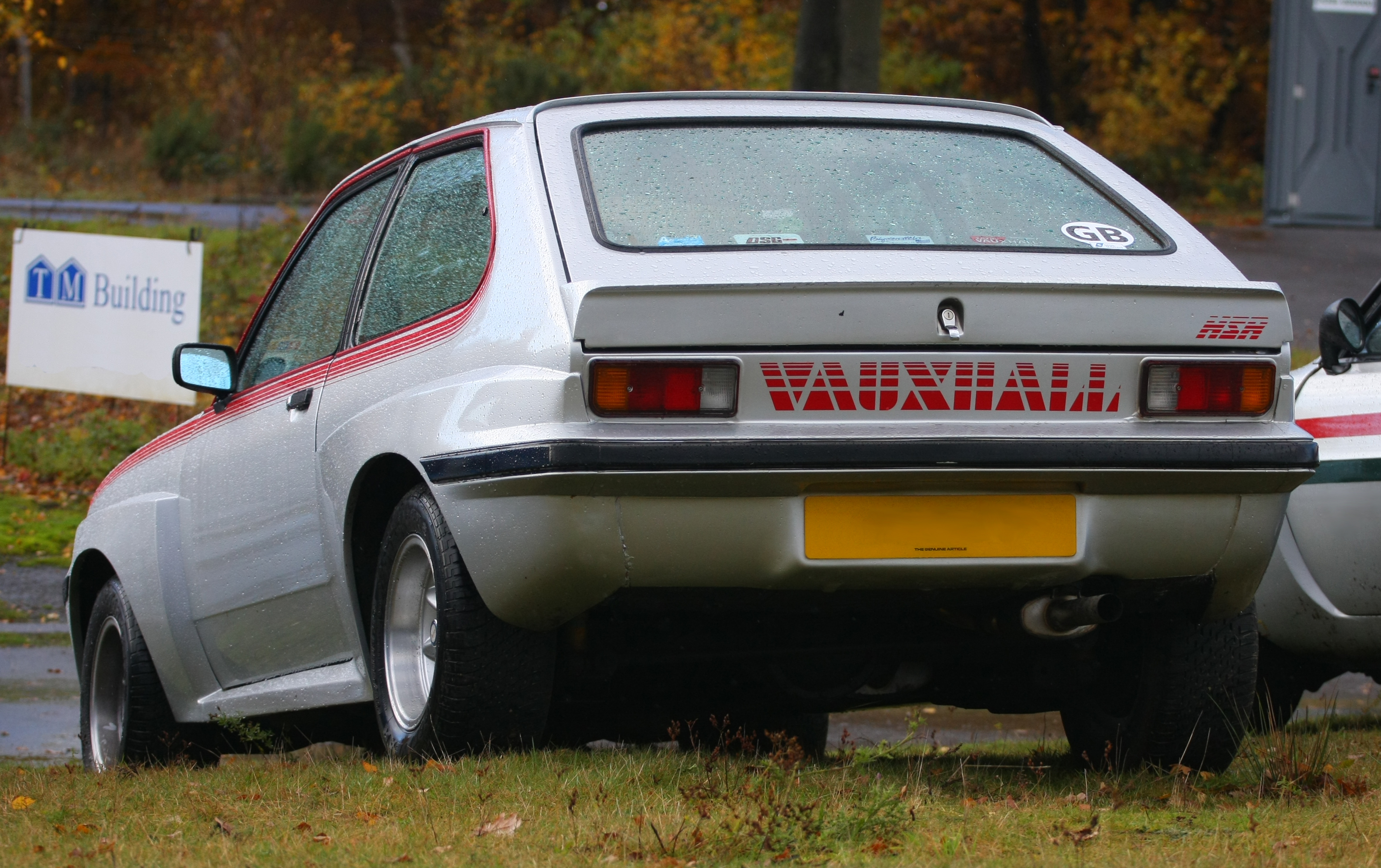
Versión evolucionada Chevette HSR

El HS se convirtió en un gran éxito como coche de rally, obteniendo victorias notables para pilotos como Pentti Airikkala, Jimmy McRae y Tony Pond. Se convirtió en un desafío para el coche de rally más exitoso de la época, el Ford Escort, ganando el Campeonato Británico de Rally de pilotos en 1979 y de fabricantes en 1981. También tuvo éxito en otros campeonatos nacionales de rally, como el de Bélgica.
Para mantener la competitividad del coche de rally en la década de 1980, se desarrolló una versión evolucionada, el Chevette HSR, que tuvo éxito durante varios años más. Los coches modificados presentaban alerones delanteros y traseros, deflector, capó y portón trasero de plástico reforzado con fibra de vidrio (lo que le supuso al HSR el apodo de 'Plastic Fantastic'), suspensión revisada (particularmente en la parte trasera, donde se instalaron enlaces de suspensión adicionales), y otros cambios menores. La evolución del Grupo 4 requirió una producción de 50 coches que incorporaran las nuevas modificaciones, que se produjeron reconstruyendo los HS no vendidos y modificando los vehículos de los clientes. Sin embargo, la fusión de los departamentos de marketing de Vauxhall y Opel se tradujo en la unión del Dealer Team Vauxhall y del Dealer Opel Team (DOT) para formar GM Dealer Sport (GMDS). Con el Chevette próximo a quedar obsoleto, Opel pudo forzar la cancelación del programa de rally HSR a favor del Opel Manta 400.

### Chevette Blackwatch
Se trataba de Chevettes de edición especial fabricadas por Star Custom Vehicles, con sede en Station Road, Ampthill. Venían con pintura negra y plateada, adormos en rojo, una placa dentro de la puerta que indicaba el origen Farina de su estilo, volante deportivo, pasos de rueda ensanchados y llantas de bajo perfil. El rótulo "Blackwatch" estaba inscrito en la parte delantera del coche y en la parte inferior de cada puerta.

### Chevette Grenadier
También producido por Star Custom Vehicles, estaba basado en la especificación del hatchback Chevette L, con librea negra, plateada y orquídea, deflector de aire delantero pintado, alerón trasero flexible, llantas de aleación con opción de bloqueo, reposacabezas, volante deportivo negro de cuatro radios, consola central, tablero de raíz de nogal, guantera y tapa de puerta con bisagras, trampilla para el sol de vidrio tintado removible y radio de dos bandas/reproductor de casetes estéreo con altavoces en las puertas.
Las dos ediciones especiales anteriores fueron creadas por Rob Darcus de Star Custom Vehicles, quien comenzó a desarrollar versiones especiales de modelos estándar para ayudar a vender más vehículos cuando era gerente de distrito de Vauxhall en Londres. Con el distribuidor de Vauxhall, Hamilton Motors, estableció las instalaciones de Star Custom Vehicles en Ampthill, Bedfordshire, para llevar a cabo trabajos de pintura especializados en las 'ofertas especiales del distribuidor' del Chevette (coches rediseñados y tapizados para la red de distribuidores y no disponibles como equipamiento estándar del fabricante). Inicialmente, los coches se suministraron a los concesionarios de Londres de los que era responsable Rob Darcus. Tras el interés mostrado por Vauxhall, los vehículos se suministraron a nivel nacional.

### Chevette Jubilee
Esta edición especial fue realizada en color plateado para conmemorar el Jubileo de Plata de la Reina en 1977.

### Bedford Chevanne
El Bedford Chevanne era un pequeño vehículo comercial basado en la plataforma GM T del Vauxhall Chevette familiar. A diferencia del Chevette, tenía un suelo trasero plano, sin asientos traseros y paneles en lugar de las ventanas laterales. Fue introducido en septiembre de 1976. Diseñado como un reemplazo del Bedford HA, el Chevanne fue reemplazado por el Astravan antes de que se cancelara el HA. Se equipó con el mismo motor de 1256 cc de cuatro cilindros en línea que el Chevette (y el Bedford HA), aunque en este caso rendía 39,3 kW (53,4 CV; 52,7 HP) con una relación de compresión de 7,3 a 1. Para hacer que el Chevanne fuera lo más parecido posible al automóvil del que procedía, también estaba disponible con una transmisión automática de tres velocidades, que a su vez incluía una batería de bajo mantenimiento y suspensión delantera, mejor alfombrado y un motor de mayor compresión (8,7 a 1) con 42 kW (57,1 CV; 56,3 HP) de potencia.
En Australia existía una variante similar de T-Car, la furgoneta Holden Gemini que utilizaba los mismos paneles traseros que el Chevanne.